# 카오스 엔지니어링

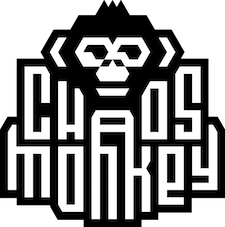
넷플릭스가 사용하는 카오스 멍키의 로고

카오스 엔지니어링(chaos engineering)은 시스템이 격동의 예측치 못한 상황을 견딜 수 있도록 신뢰성을 쌓기 위해 운영 중인 소프트웨어 시스템에 실험을 하는 규율이다.

## 동요 모델
- 카오스 멍키
- 카오스 고릴라
- 레이턴시 멍키
- 닥터 멍키
- 재니터 멍키
- 컨포미티 멍키
- 시큐리티 멍키
- 10-18 멍키
- 바이트-멍키
- 케이아스 머신
- 그렘린
- 페이스북 스톰
- 데이즈 오브 케이아스
- 케이아스 툴킷

## 같이 보기
- 데이터 중복
- 오류 검출 정정
- 장애 허용 시스템
- 고장방지형 컴퓨터 시스템